# Тексаски гофер
Тексаски гофер (лат. Geomys personatus, енгл. Texas pocket gopher) је врста глодара из породице гофера (лат. Geomyidae). 

## Распрострањење
Врста има станиште у Мексику и Сједињеним Америчким Државама.

## Начин живота
Број младунаца које женка доноси на свет је обично 3-4.

## Угроженост
Ова врста није угрожена, и наведена је као последња брига јер има широко распрострањење.